# Teoria dowodu
Teoria dowodu – dział logiki matematycznej zajmujący się analizą pojęcia dowodu oraz możliwych sposobów używania go w rozważaniach matematycznych. Za ojca tej dziedziny uważa się Davida Hilberta, jednego z najwybitniejszych matematyków przełomu dziewiętnastego i dwudziestego wieku.
Do głównych zadań teorii dowodu należy kształtowanie takich systemów logicznych wraz z odpowiednimi zestawami aksjomatów, które nadawałyby się do formalizowania dowodów matematycznych, następnie zaś badanie siły tych systemów (im silniejszy system, tym więcej twierdzeń można udowodnić na jego gruncie wychodząc z danego zbioru aksjomatów). Bada się też szczegółowo strukturę dowodów formalnych, co czyni teorię dowodu odpowiednikiem
syntaktyki logicznej (czasem obu tych terminów używa się zamiennie).